# Nationalliga A (Unihockey) 2020/21 der Damen/Spielübersicht
Dieser Artikel ist eine Übersicht der Spiele der Frauen Nationalliga A 2020/21.

## Qualifikation

### Hinrunde

#### Runde 14
| Heim                                  | Resultat | Gast                        | Ort |
| ------------------------------------- | -------- | --------------------------- | --- |
| Zug United                            | 4:1      | piranha chur                |     |
| Wizards Bern Burgdorf                 | 1:5      | Skorpion Emmental Zollbrück |     |
| Floorball Riders Dürnten-Bubikon-Rüti | 1:2      | UHC Laupen                  |     |
| UH Red Lions Frauenfeld               | 6:9      | Unihockey Berner Oberland   |     |

## Playoffs

### Viertelfinal

#### Piranha chur - Red Ants Rychenberg Winterthur
| Sp | Heim                           | Resultat  | Gast                           | Datum, Zeit       |
| -- | ------------------------------ | --------- | ------------------------------ | ----------------- |
| 1  | piranha chur                   | 4ː3 n. V. | Red Ants Rychenberg Winterthur | 27.02.2021, 15:00 |
| 2  | Red Ants Rychenberg Winterthur | 5ː4       | piranha chur                   | 28.02.2021, 17:00 |
| 3  | piranha chur                   | 2ː3       | Red Ants Rychenberg Winterthur | 06.03.2021, 19:00 |
| 4  | Red Ants Rychenberg Winterthur |           | piranha chur                   | 13.03.2021, 17:00 |
| 5  | piranha chur                   |           | Red Ants Rychenberg Winterthur | 14.03.2021, 19:00 |

#### UHC Kloten-Dietlikon Jets - UHC Laupen
| Sp | Heim                           | Resultat | Gast                           | Datum, Zeit       |
| -- | ------------------------------ | -------- | ------------------------------ | ----------------- |
| 1  | piranha chur                   | 8ː1      | Red Ants Rychenberg Winterthur | 27.02.2021, 17:00 |
| 2  | Red Ants Rychenberg Winterthur | 1ː8      | piranha chur                   | 28.02.2021, 16:00 |
| 3  | piranha chur                   | 8ː1      | Red Ants Rychenberg Winterthur | 06.03.2021, 17:00 |

#### Skorpion Emmental Zollbrück - Unihockey Berner Oberland
| Sp | Heim                        | Resultat  | Gast                        | Datum, Zeit       |
| -- | --------------------------- | --------- | --------------------------- | ----------------- |
| 1  | Skorpion Emmental Zollbrück | 4ː3 n. V. | Unihockey Berner Oberland   | 27.02.2021, 17:00 |
| 2  | Unihockey Berner Oberland   | 5ː4       | Skorpion Emmental Zollbrück | 28.02.2021, 17:00 |
| 3  | Skorpion Emmental Zollbrück | 2ː3       | Unihockey Berner Oberland   | 06.03.2021, 17:00 |

#### Zug United - Wizards Bern Burgdorf
| Sp | Heim                  | Resultat | Gast                  | Datum, Zeit       |
| -- | --------------------- | -------- | --------------------- | ----------------- |
| 1  | Zug United            | 3ː6      | Wizards Bern Burgdorf | 27.02.2021, 15:00 |
| 2  | Wizards Bern Burgdorf | 12ː5     | Zug United            | 28.02.2021, 17:00 |
| 3  | Zug United            | 4ː3      | Wizards Bern Burgdorf | 06.03.2021, 19:00 |
| 4  | Wizards Bern Burgdorf |          | Zug United            | 13.03.2021, 17:00 |
| 5  | Zug United            |          | Wizards Bern Burgdorf | 14.03.2021, 19:00 |